# Micrixalus gadgili
Espèce
Statut de conservation UICN

 EN B1ab(iii) : En danger
Micrixalus gadgili est une espèce d'amphibiens de la famille des Micrixalidae.

## Répartition
Cette espèce est endémique du Kerala en Inde. Elle se rencontre dans les districts de district de Pathanamthitta, de district d'Idukki et de district de Palakkad dans les Ghâts occidentaux.

## Étymologie
Cette espèce est nommée en l'honneur de Madhav Gadgil (1942-).

## Publication originale
- Pillai & Pattabiraman, 1990 : Amphibians from Sabagiri forest, Western Ghats, Kerala, including a new species of Micrixalus. Records of the Zoological Survey of India, vol. 86, p. 383-390.